# Glonn
Glonn è un comune tedesco di 4 315 abitanti, situato nel land della Baviera.
È qua che nacque la scrittrice Lena Christ.